# Peyrestortes
Peyrestortes (katalanisch Paretstortes) ist eine französische Gemeinde mit 1808 Einwohnern (Stand 1. Januar 2022) im Département Pyrénées-Orientales in der Region Okzitanien. Sie gehört zum Arrondissement Perpignan und zum Kanton Le Ribéral.

## Nachbargemeinden
Nachbargemeinden von Peyrestortes sind Espira-de-l’Agly im Norden, Rivesaltes im Nordosten, Perpignan im Osten, Saint-Estève im Süden und Baixas im Westen.

## Bevölkerungsentwicklung
| Jahr      | 1962 | 1968 | 1975 | 1982 | 1990 | 1999 | 2013 |
| Einwohner | 565  | 632  | 692  | 865  | 1286 | 1430 | 1382 |

## Sehenswürdigkeiten
- Kirche Saint-Jean-l‘évangéliste